# ダーケイン
ダーケイン（DARKANE） は、スウェーデンのメロディックデスメタル/デスラッシュバンドである。
バンド名は最初ARCANE（アーケイン）にする予定であったが、同名バンドがいたために、DARKとARCANEを組み合わせたDARKANEという名前になった。
アーチ・エネミーの2ndアルバムとそれに伴う来日公演も行ったドラムのピーター・ウィルドアーを始めメンバー全員の演奏技術が高く、初期アーチ・エネミー、ソイルワークを彷彿とさせながらもそれほど叙情的なメロディもなく、テクニカル要素を持つブルータルなメロディックデスメタルである。

## 略歴
1998年にアグレテイターのピーター・ウィルドアー、クリストファー・マルマストローム、ユルゲン・ルーフバリー、ヒステリアGBCのクラス・イーデバリーによって結成される。ヴォーカルにはソイルワークで活動していたビョーン・スピード・ストリッドを迎え、コンピレーション・アルバム『WAR Dance Vol.1』に2曲を提供する。1999年に、ヴォーカルをフォースフィードのローレンス・マックローリーに交代後、8月から9月にかけてストラッピング・ヤング・ラッドやスタティック・モジョなどのプロデュースで知られているダニエル・ベルグストランドをプロデュースに迎え、アルバムのレコーディングを行い、10月にWARミュージックより1stアルバム『Rusted Angel』をリリースする。同年には、ソイルワークとヨーロッパ・ツアーを行う。その後、ローレンス・マックローリーが脱退する。後任には、2000年になってアンドレアス・シドウが加入した。また、2000年7月にピーター・ウィルドアーはマジェスティックのメンバーとして来日公演を行っている。
2001年に、レコード会社をニュークリア・ブラストに変更し、4月に2ndアルバム『Insanity』をリリース。夏にはアメリカのミルウォーキー・メタルフェストに出演する。2002年9月に3rdアルバム『Expanding Senses』をリリースし、11月には「Extreme the DOJO vol.3」で来日し、ハイ・オン・ファイア、マストドンらと共演した。更に、2003年5月にクラス・イーデバリーはテラー2000のメンバーとして来日公演を行い、ピーター・ウィルドアーもタイム・レクイエムのメンバーとして来日公演を行っている。その後、ピーター・ウィルドアーが腱鞘炎に罹り、バンドとして活動が中断することとなる。
2004年にはクリストファー・マルマストロームがソロ・プロジェクトのノン・ヒューマン・レヴェルでの活動を開始する。同プロジェクトには、元メシュガーのグスタフ・イェルムらが参加し、ピーター・ウィルドアーもヴォーカルとして参加する。その後、10月よりダーケインのアルバム・レコーディングを行う。2005年7月に4thアルバム『Layer of Lies』をリリースし、10月にはフィア・ファクトリー、ストラッピング・ヤング・ラッド等とアメリカ・ツアーを行った。
2007年に、ヴォーカルのアンドレアス・シドウが脱退。後任にコンストラクデッドのヴォーカリストのイェンス・ブローマンが加入。バンドの活動を再開する。2008年10月に5thアルバム『Demonic Art』をリリース。2011年に、イェンス・ブローマンが脱退し、後任に初期に在籍していたローレンス・マックローリーが再加入した。2013年に6thアルバム『The Sinister Supremacy』をリリース。その後活動が停滞。2022年に9年ぶりとなる7thアルバム『Inhuman Spirits』をリリース。
2024年にマックローリーがモチベーションの低下を理由に再度脱退し、トビアス・ベネダル (Vo)が加入した。

## メンバー

### 現在のメンバー
- トビアス・ベネダル (Tobiasz Bennedal) - ボーカル (2024 - )
- クラス・イーデバリー (Klas Ideberg) - ギター (1998 - )

ヒステリアGBCを経てダーケインを結成した。現在はテラー2000、ザ・ディフェイスド等のサイド・プロジェクトでも活動を行っている他、プロデューサー、エンジニアとしても活動を行っており、テラー2000、ザ・ディフェイスドやザ・ダークシード等でプロデュースを行っている。また2006年にはヒポクリシーのサポート・ギタリストを務めた。
- クリストファー・マルマストローム (Christofer Malmström) - ギター (1998 - )

ZANIZEZ、アグレテイターを経てダーケインを結成した。またソロ・プロジェクトノン・ヒューマン・レヴェルとしても活動を行っている。
- ユルゲン・ルーフバリー (Jörgen Löfberg) - ベース (1998 - )

アグレテイターを経てダーケンを結成した。ザ・ディフェイスドでも活動していた。
- ピーター・ウィルドアー (Peter Wildoer) - ドラムス (1998 - )

ZANIZEZ、アグレテイターを経てダーケインを結成した。アーチ・エネミーの2ndアルバムに参加した他、アーチ・エネミーのギタリストであるクリストファー・アモットのソロ・プロジェクト、アルマゲドンの1stアルバムにも参加している。他にマジェスティック、タイム・レクイエム、エレクトロキューション250、ペスティレンス等の様々なバンドやプロジェクトに参加している。また、ドラムスだけでなくノン・ヒューマン・レヴェルなどではボーカリストとしても活動している。また2006年11月にスウェーデンでのソイルワークのライブでサポート・ドラムを務めた。

### 過去のメンバー
- ビョーン・スピード・ストリッド (Björn "Speed" Strid) - ボーカル (1998)

ソイルワークでの活動を中心にテラー2000、ディサルモニア・ムンディ等での活動も行っている。ニュークリア・ブラスト・オールスターズに参加した。彼は1998年にリリースしたコンピレーションアルバム『WAR Dance Vol.1』に収録された「Convicted」、「July 1999」でヴォーカルを務めた。
- ローレンス・マックローリー (Lawrence Mackrory) - ボーカル (1999, 2011 - 2024)

フォースフィードを経てダーケインに加入し1stアルバムでヴォーカルを担当し、脱退。2011年に復帰し2024年に再度脱退した。アンドロメダの『Extension Of The Wish』（2001年）やザ・ダスクフォールの1stアルバム『Frailty』(2002年)で歌うなど様々なバンドでセッション・ヴォーカリストとして活動している。また、エネミー・イズ・アスのベース/サブヴォーカル、スカーヴのヴォーカルとしても活動している。
- アンドレアス・シドウ (Andreas Sydow) - ボーカル (2000 - 2007)

スペインのスラッシュメタルバンドのLegen Beltzaの『Dimension Of Pain』にギターとしてゲスト参加している。
- イェンス・ブローマン (Jens Broman) - ボーカル (2007 - 2011)

コンストラクデッドやザ・ディフェイスドで活動中。

## ディスコグラフィー

### アルバム
- 1998年 Rusted Angel
- 2001年 Insanity
- 2002年 Expanding Senses
- 2005年 Layers of Lies
- 2008年 Demonic Art
- 2013年 The Sinister Supremacy

### コンピレーション
- 1998年　V.A. / WAR Dance Vol.1
- 2001年　V.A. / A Tribute to Accept II （アクセプト・トリビュートアルバム）
- 2002年　V.A. / A Tribute to the Beast （アイアン・メイデン・トリビュートアルバム）